# Fort Augustus Abbey

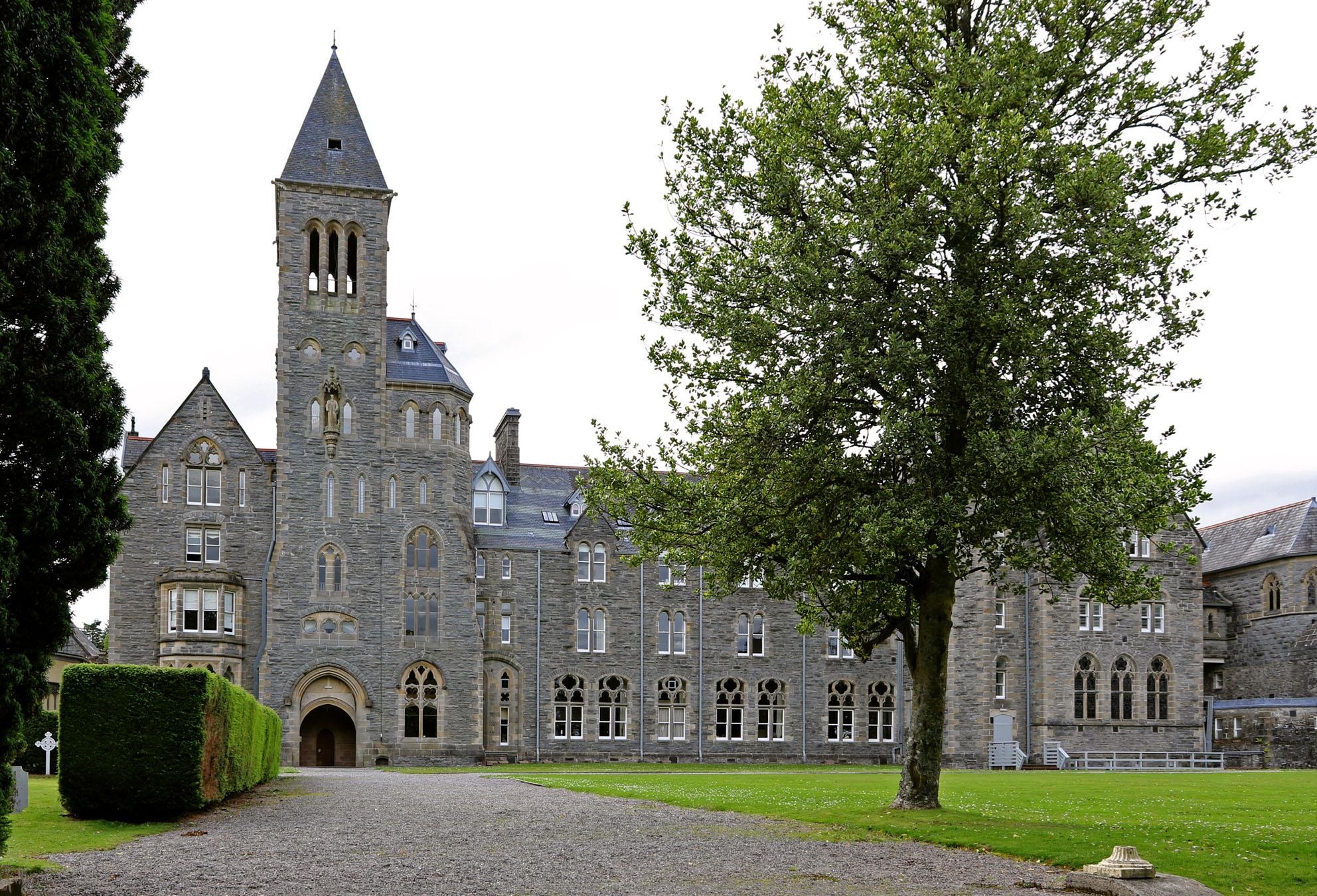
Fort Augustus Abbey

Die Fort Augustus Abbey ist eine ehemalige Benediktinerabtei in der schottischen Ortschaft Fort Augustus in der Council Area Highland. 1971 wurde das Bauwerk in die schottischen Denkmallisten in der höchsten Denkmalkategorie A aufgenommen. Die zugehörige Abteikirche ist separat ebenfalls als Kategorie-A-Bauwerk geschützt, während die Gate Lodge als Denkmal der Kategorie B klassifiziert ist.

## Geschichte
Im Nachklang der Jakobitenaufstände 1715 wurde die Befestigung strategischer Täler und Wege als probates Mittel zur Kontrolle der Highlands beschlossen. 1718 wurden die Kilwhimen Barracks als eine von vier Kasernen der Hannoveraner errichtet. Mitte der 1720er Jahre wurde ein kurzes Stück östlich, nahe dem Kopf von Loch Ness, mit dem Bau des Forts Augustus begonnen, das seinen Namen William Augustus, Duke of Cumberland verdankt. Der 1742 abgeschlossene Bau bildete die Keimzelle der heutigen Ortschaft. Im Zuge des Jakobitenaufstands 1745 wurde das Fort eingenommen und nach dem Abzug wiederaufgebaut.
Bis 1856 wurde das Fort Augustus militärisch genutzt. 1866 erwarb Thomas Fraser, 12. Lord Lovat die Anlage. Der 13. Lord Lovat verpachtete sie 1876 für einen symbolischen Betrag an den Benediktinerorden. Zwischen 1876 und 1880 entstand ein Großteil der heutigen Abteigebäude nach einem Entwurf des englischen Architekten Peter Paul Pugin. In diese wurde der östliche Kasernenkomplex integriert. Der Bau der Abteikirche wurde 1890 begonnen.
In den Räumlichkeiten unterhielt die Abtei auch eine Privatschule, die infolge sinkender Schülerzahlen 1993 aufgegeben wurde. Die Mönche versuchten dann die hohen Betriebskosten der Anlage durch touristische Angebote zu stemmen. Doch auch dies erwies sich als nicht tragfähig und das Hotel mit 80 Betten sowie die touristischen Einrichtungen wurden 1998 im Zuge der Schließung der Abtei aufgegeben.

## Beschreibung
Die Fort Augustus Abbey steht am Kopf von Loch Ness auf dem schmalen Landstück zwischen der Mündung des Tarff und dem Kaledonischen Kanal. Die Gebäude sind um einen quadratischen Innenhof gruppiert. Ihr Mauerwerk besteht aus grob behauenen grauen Steinquadern unterschiedlicher Größe. Abesetzt sind Einfassungen und Ornamentierungen aus rötlichem Sandstein. Die bis zu dreigeschossigen Gebäude sind neogotisch ausgestaltet.
Die Abteikirche steht südöstlich des Klosterkomplexes. Obschon 1890 durch Pugin begonnen, zeigt sie heute im Wesentlichen die Arbeiten Reginald Fairlies, der in zwei Phasen, 1914 bis 1917 sowie 1949 bis 1958 (Fairlie verstarb 1952), mit der Erweiterung und Umgestaltung des Kirchengebäudes betraut wurde. In der ersten Erweiterungsphase entstanden der Chor mit seinen Seitenschiffen. In der zweiten Phase die Seitenschiffe des Langhauses. 1966 wurde nach einem Entwurf Charles Grays das Westportal mit Narthex und Baptisterium ergänzt. Die Innengestaltung wurde 1980 durch W. W. Allan abgeschlossen. 2012 wurde die profanierte Kirche umgenutzt. Sie beherbergt nun Wohneinheiten sowie Ferienwohnungen.
Das Mauerwerk der Kirche besteht aus Granitquadern mit abgesetzten Natursteineinfassungen aus Granit. Es sind schmale Rundbogenfenster eingesetzt. Der Innenraum ist neoromanisch mit Rundbogenarkaden ausgestaltet. Der offene Dachstuhl zeigt ein Hammerbalken-Gewölbe. Das Dach ist mit Schiefer eingedeckt. Die halbrunde Apsis ist schlicht gestaltet.
Die um 1880 errichtete Gate Lodge steht rund 200 Meter südwestlich der Abtei an der Glendoe Road. Das zweigeschossige Gebäude ist drei Achsen weit. Sein Mauerwerk ist bossiert und mit kontrastierenden Sandsteineinfassungen ornamentiert. Ebenerdig sind die Fenster zu Zwillingen gekuppelt. Aus dem abschließenden Mansarddach treten drei Dachgauben heraus. In die ostexponierte Giebelseite sind zwei Spitzbogenfenster eingelassen. An der Westseite setzt sich ein kurzer eingeschossiger Anbau mit Walmdach fort. Die Dächer sind mit Schiefer eingedeckt. Der First des Mansarddaches ist mit glasiertem Ziegel ornamentiert.